# Dysdera richteri
Dysdera richteri là một loài nhện trong họ Dysderidae.
Loài này thuộc chi Dysdera. Dysdera richteri được miêu tả năm 1956 bởi Charitonov.